# Ergodicità
Si definisce ergodico un processo statistico che passa per tutti i punti possibili di lavoro. Nell'ambito dei processi stocastici, un processo stocastico si dice ergodico ad un dato momento t, se la sua stima temporale converge, in media quadratica, a tale parametro, con autocorrelazione che tende a 0 al crescere dei valori di t.

## Definizione
La caratteristica fondamentale del processo ergodico è che tramite una singola osservazione di una funzione membro del processo, riusciamo a caratterizzare tutta la statistica dell'intero processo. Ciò equivale a dire che un processo ergodico è completamente caratterizzabile tramite osservazione di una funzione membro del processo. Viene poi definito un limite, per validare questa teoria, ovvero tutti gli elementi del processo, affinché questo sia ergodico, devono essere incorrelati:
Esempi:
- in teoria dei segnali, un processo stocastico si dice ergodico quando le medie statistiche convergono quasi ovunque alle medie temporali. Condizione necessaria all'ergodicità è quindi la stazionarietà in senso lato, fino all'ordine per cui si desidera che sia verificata la proprietà di ergodicità. In particolare, si parla di ergodicità nella media quando la media temporale e la media statistica coincidono; si parla di ergodicità nella correlazione quando la autocorrelazione statistica e la autocorrelazione temporale coincidono;

- in meccanica statistica, i sistemi ergodici o quasi ergodici godono di particolari proprietà essenziali per la deduzione delle proprietà statistiche.

In parole povere un processo si dice ergodico se in tutte le sue ripetizioni passa, nel limite per {\displaystyle T\to \infty }, in ogni suo possibile stato una percentuale di tempo pari alla probabilità di trovarsi in quello stato, cioè passa per tutti gli stati a cui ha accesso nel tempo della misura.
L'ergodicità viene ipotizzata tutte le volte che si dovrebbero seguire uno o più fenomeni nel tempo ma laddove, per ovvi motivi (la ricerca sarebbe troppo lunga) non è possibile, si studia il fenomeno ad un dato istante "t" e si considerano le differenti unità statistiche della popolazione di riferimento con diversi stadi di evoluzione temporale del fenomeno, come se fosse una sola unità seguita nel tempo (si sostituisce la media temporale con quella spaziale o la media longitudinale con quella trasversale). Tale metodo, per esempio, viene utilizzato per costruire le tavole di sopravvivenza in demografia.